# Петуховка (Сумская область)
Петуховка (укр. Петухівка) — село,
Александровский сельский совет,
Бурынский район,
Сумская область,
Украина.
Код КОАТУУ — 5920980402. Население по данным 1983 года составляло 100 человек.
Село ликвидировано в 2006 году .

## Географическое положение
Село Петуховка находится в урочище Верзань - сильно заболоченной местности.
На расстоянии во 3-х км расположены сёла Шевченково, Александровка, Дичь и Октябрьское (Путивльский район).

## История
- 2006 — село ликвидировано [1].